# Dusona alpigena
Dusona alpigena là một loài tò vò trong họ Ichneumonidae.